# 藤枝市立西益津小学校
藤枝市立西益津小学校（ふじえだしりつ にしましづしょうがっこう）は、静岡県藤枝市田中一丁目に所在する市立小学校。
田中城旧本丸跡に位置する。1872年に開校した。静岡県道224号大富藤枝線沿いに位置しており、近隣には静岡県立藤枝西高等学校、静岡県立藤枝北高等学校、静岡県立藤枝東高等学校などがある。
発達通級指導教室が設置されている。

## 学区
- 平島、立花1-3丁目、城南1-3丁目、郡1丁目、郡、田中1-3丁目、益津下
  - 藤枝5丁目、稲川1丁目、稲川、緑町1・2丁目、本町1・2・4丁目、大手1・2丁目の各一部

## 中学校区
- 藤枝市立西益津中学校

## 教育目標
学ぶ喜びと自信をもって進む子

### 重点目標
温かなかかわり 確かな学び

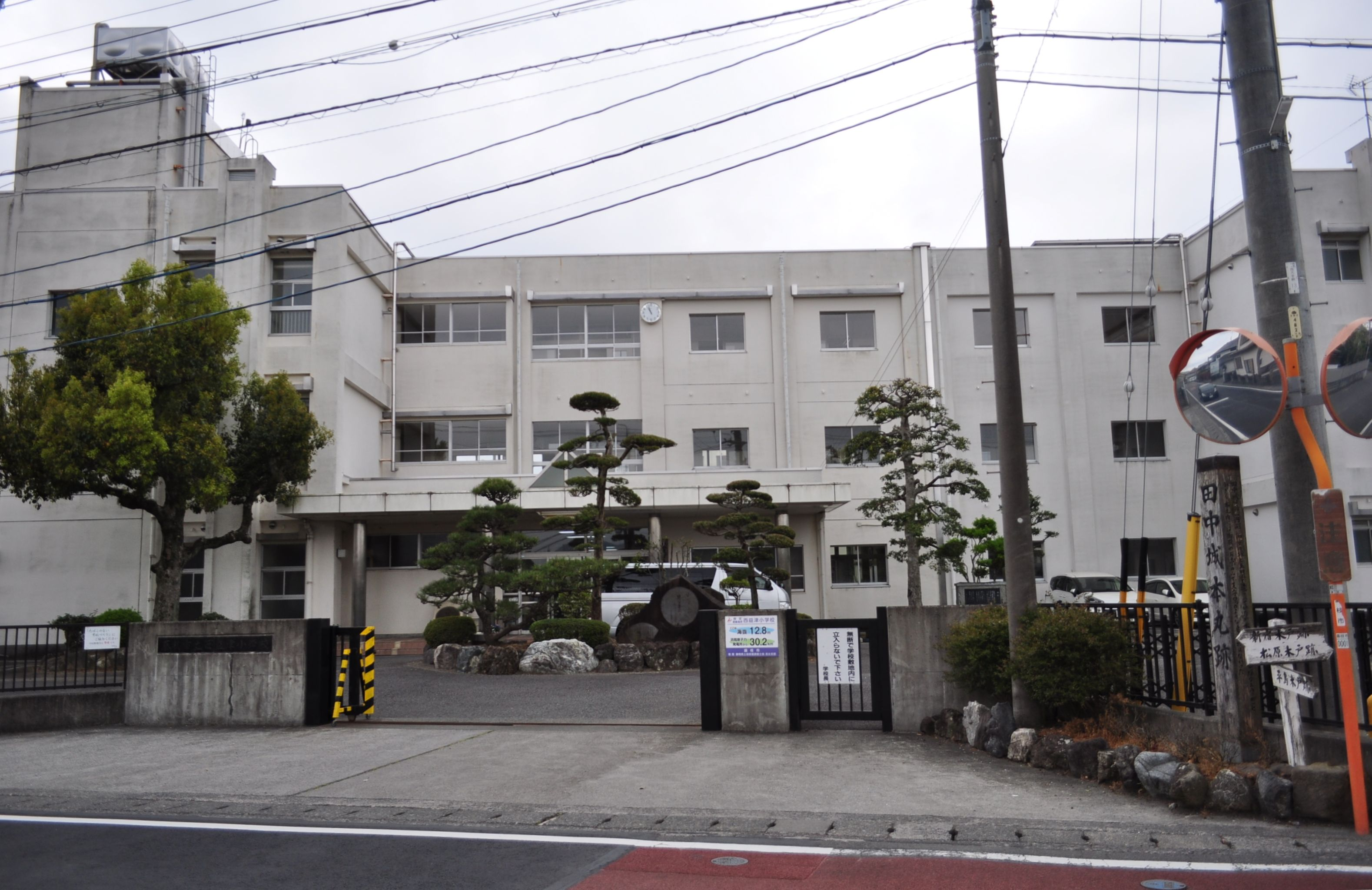
生徒通用門（2018年4月5日撮影）

## 著名な出身者
- 小野鵞堂 - 書家
- 加藤まさを - 作詞家。「月の沙漠」など。
- 名波浩 - サッカー指導者、元サッカー日本代表
- 古今亭志ん好 (5代目) - 落語家
- 遠野大弥 -プロサッカー選手（川崎フロンターレ）